# کاران (شهرستان بوزدیاکسکی، باشقیرستان)
کاران (انگلیسی: Karan, Buzdyaksky District, Republic of Bashkortostan) یک شهرک در شهرستان بوزدیاکسکی باشقیرستان کشور روسیه است.